# Loud Like Love
Loud Like Love — сьомий студійний альбом британського гурту Placebo, що вийшов 16 вересня 2013 року.

## Реліз
Альбом був анонсований на офіційному сайті гурту 21 травня 2013 року. 7 червня стало доступним попереднє замовлення альбому в 4 різних форматах, а також був представлений тизер до альбому. Альбом вийшов 16 вересня 2013 року. Він вийшов як Box Set, Deluxe CD&DVD «Live at RAK Studios», CD і 12" блакитний вініл, причому європейське видання вийшло на двох платівках. В день виходу альбому було показано шоу під назвою «LLLTV». Шоу транслювалося із Youtube студії в Лондоні. Це було перше Youtube шоу такого роду, а зокрема пісні з останнього альбому і раніші композиції гурт виконав наживо в прямому ефірі.

## Список композицій
| #   | Назва                     | Тривалість |
| --- | ------------------------- | ---------- |
| 1.  | «Loud Like Love»          | 4:51       |
| 2.  | «Scene of the Crime»      | 3:27       |
| 3.  | «Too Many Friends»        | 3:34       |
| 4.  | «Hold On To Me»           | 4:54       |
| 5.  | «Rob the Bank»            | 3:38       |
| 6.  | «A Million Little Pieces» | 4:40       |
| 7.  | «Exit Wounds»             | 5:48       |
| 8.  | «Purify»                  | 3:45       |
| 9.  | «Begin the End»           | 6:00       |
| 10. | «Bosco»                   | 6:41       |